# TW 6000
A TW 6000 egy német gyártású kétirányú Stadtbahn valamint villamosjármű. Amikor 1965-ben Hannoverben elkezdődött a földalatti alagút építése, valamint a villamoshálózat átalakítása Stadtbahnra, szükségessé vált egy új járműtípus kifejlesztése és így született meg a TW 6000 típus.

A gyártást két gyár is végezte, a Düsseldorfer Waggonfabrik (Düwag), amelyet azóta beolvasztott a Siemens, valamint a Linke-Hofmann-Busch (LHB), ami ma az Alstomhoz tartozik.
A típus ismerős lehet Magyarországról is, hiszen Budapestre először 2001-ben érkezett használtan Hannoverből. Budapesti becenevei a Teve és a Banán (utóbbi a jármű alakja és a zöldről sárgára történt átfényezés miatt).

## Története

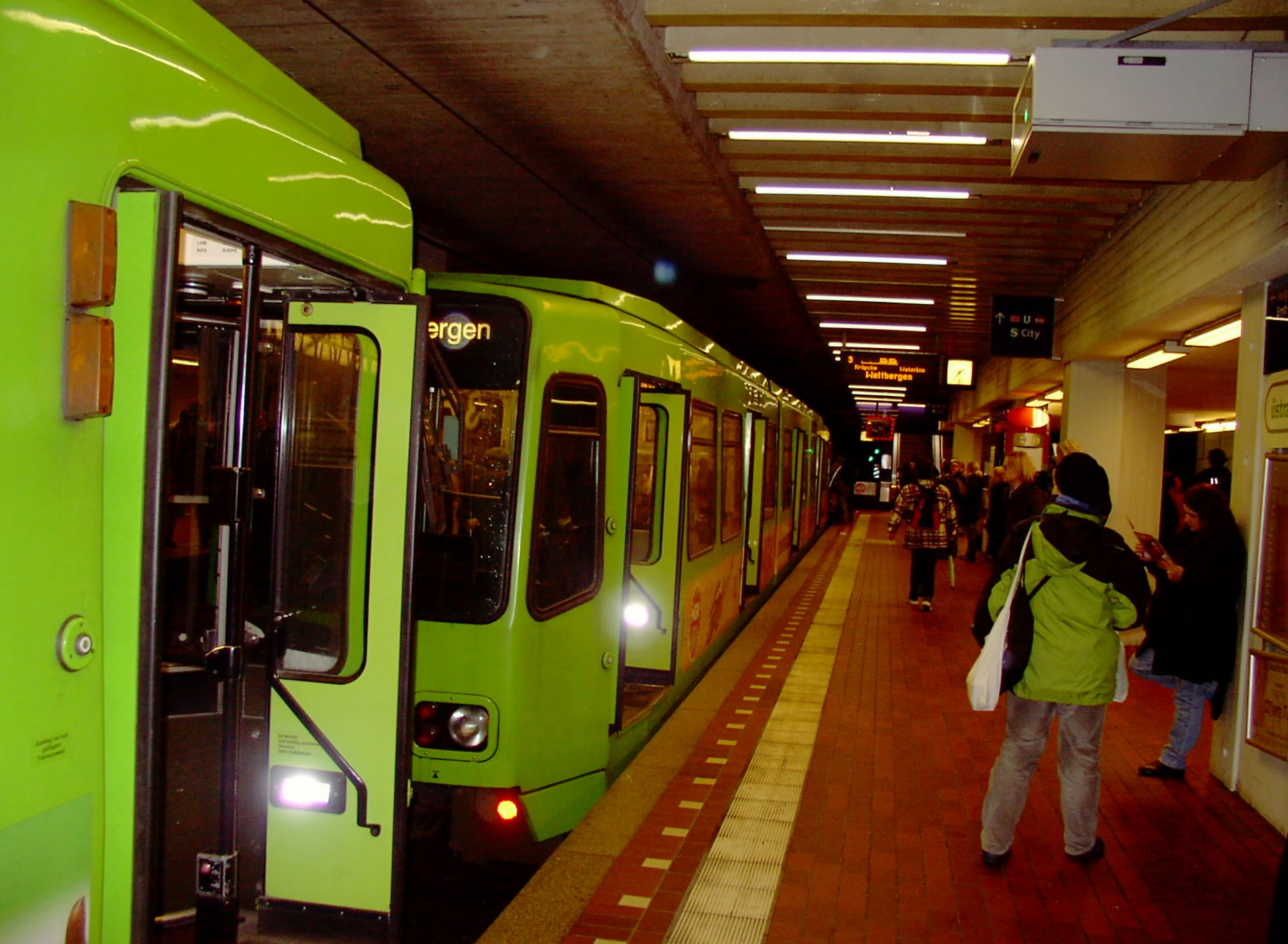
A TW 6000-es Hannoverben, mint részben föld alatt közlekedő villamos

Hannover városának a Stadtbahn kiépítése miatt szüksége volt új, multifunkcionális villamosok beszerzésére. Az 1970-es években két darab hattengelyes prototípust építettek Hannovernek, egyet az LHB (Tw 600) és egyet a DÜWAG (Tw 601). Ezek a prototípusok piros-fehér színűek voltak, 2,5 méter szélesek és csak 19,5 méter hosszúak. A két prototípus néhány pontban különbözött egymástól, hogy a szériajárműveknek a legjobbat tudják kiválasztani.

A sorozatgyártott kocsikat már nyolctengelyesnek építették és 28 méter hosszúnak, de a kissé eltúlzott szélességét lecsökkentették 2,4 méterre, valamint ezeknek a járműveket már TW 6000 típusjelzéssel látták el. A TW 6000 eseket 1974–1993 között gyártották, összesen 260 darabot (6001-6260-as pályaszámmal). Az első 100 járművet 1974 és 1978 között a düsseldorfi DÜWAG készítette Kiepe és AEG berendezéssel (ez a gyár ma a Siemens része). A későbbi szériát az alsó-szászországi Linke-Hofmann-Busch cég készítette. A járművet a „Stadtbahn” koncepciónak megfelelően alakították ki, azaz úgy tervezték a kocsikat, hogy zárt pályán és a hagyományos villamosforgalomban is alkalmazhatók legyenek.

## Előfordulása

### Hannover
Hannoverben a TW 6000 típus az összes Stadtbahnvonalon tud közlekedni, de napjainkban kizárólag az 5-ös, 9-es, 10-es és 17-es vonalakon járnak. A Stadtbahn mellett a villamoshálózaton is tudnak közlekedni, de ez nem rendszeres, leginkább a villamosvonalakon csak akkor található meg, ha valamilyen okból az egyirányú villamoskocsik közlekedése nem lehetséges.

### Budapest

#### TW 6000-es típusok eladása

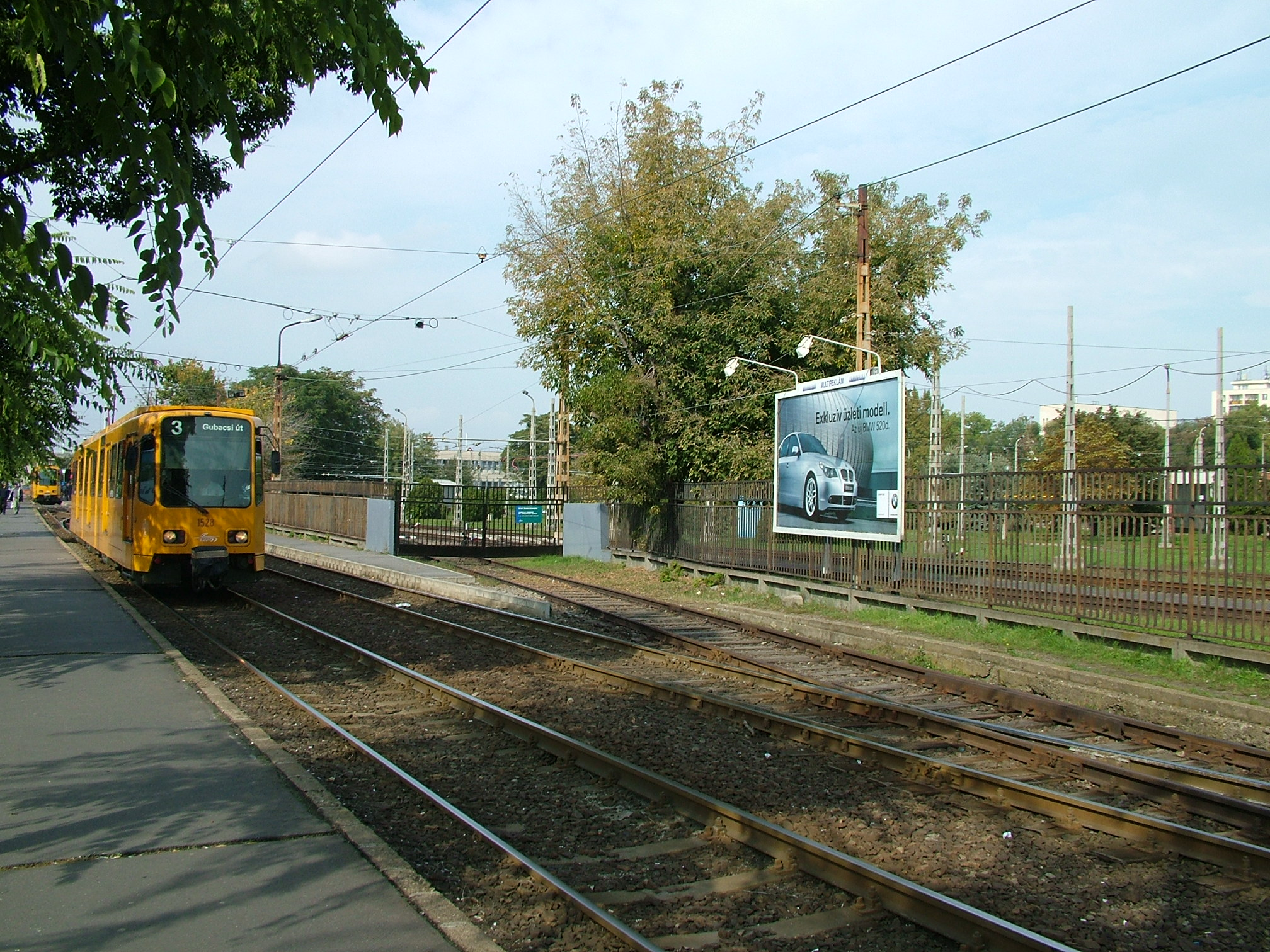
Az 1528-as pályaszámú TW 6000 motorkocsi a Mexikói útnál

2000-ben az ÜSTRA, a hannoveri közlekedési vállalat az Expo világkiállítás végeztével meg akart válni a feleslegessé váló Stadtbahn-kocsiktól az erre az alkalomra beszerzett TW 2000/2500 jelzésű új járművek rendelkezésre állása miatt. Az eladásra szánt kocsikat több város közlekedési vállalata megrendelte, többek között a BKV is.

#### Beszerzés a BKV számára
2000 nyarán a BKV egy nagyobb sorozatot akart beszerezni ezekből a villamosokból. Mivel Hannoverben továbbra is száznál több ilyen villamos üzemelt, biztosítottnak látszott az alkatrész-utánpótlás kérdése. Hosszas politikai viták után a Fővárosi Közgyűlés 2001. február 22-én megszavazott erre a célra 7 milliárd forintot, ami 68 villamos megvételére volt elég.

#### Az első TW 6000-esek Budapesten
Az első járművek (6061-es és 6070-es pályaszámmal) 2001 tavaszán érkeztek meg a Budapesti Közlekedési Rt. Fehér úti főműhelyébe. Pár nappal később megkezdődött a villamosok 10 000 kilométeres próbafutása a 13-as villamos vonalán. A 68 meglévő villamos mellé további 8 kocsit rendeltek Hannoverből, így összesen 76 kocsit állítottak forgalomba Budapesten.

#### Újabb TW 6000-esek érkezése Budapestre
A Fővárosi Közgyűlés 2010 áprilisában ismét újabb villamosok beszerzéséről döntött. A BKV-nak juttatandó 10 milliárd forintból 3 milliárd forintot szántak erre villamosfelújítások helyett.
Az akkori tervek szerint ezzel teljes típuscsere mehetett volna végbe az 51-es és 24-es járaton, illetve újra csak ilyen szerelvények közlekedtek volna az 50-esen is. Ekkor 16 villamos állt forgalomba (ezen kívül 4 villamos pótalkatrészbázisként érkezett), amiket Hágából szerzett be a BKV 2010–2011 között. Ezek az 51-es és az 50-es villamosok vonalán járnak. 2011-ben újabb 10 db TW 6000-es került beszerzésre, szintén Hágából. Ezeknek a villamosoknak a felújítása megkezdődött a VJSZ Kft. Fehér úti telepén, így 102-re nőtt az állományban lévő TW 6000-es villamosok száma. Felújításuk után az 1500-as pályaszám helyett az 1600-as pályaszám csoportba kerültek (1600–1609), mert az eddig beszerzett típustól minimális szinten eltérnek (pl.: a tetőn lévő fékellenállások máshol vannak). 2015–16-ban újabb 10 villamos érkezett, amelyek az 1610–1619 pályaszámokon álltak forgalomba. A budapesti TW-flotta így 113 darabra bővült. 2018-ban újabb 9 villamos érkezett, ezekből eddig 5 állt forgalomba (1620-1624 pályaszámokon), 2019-ben azonban hét jármű selejtezésre került. Az eredetileg 118 tagú flottából a BKV 2024-től 60 darabot tervez hosszú távon üzemeltetni.

#### Forgalomba állás

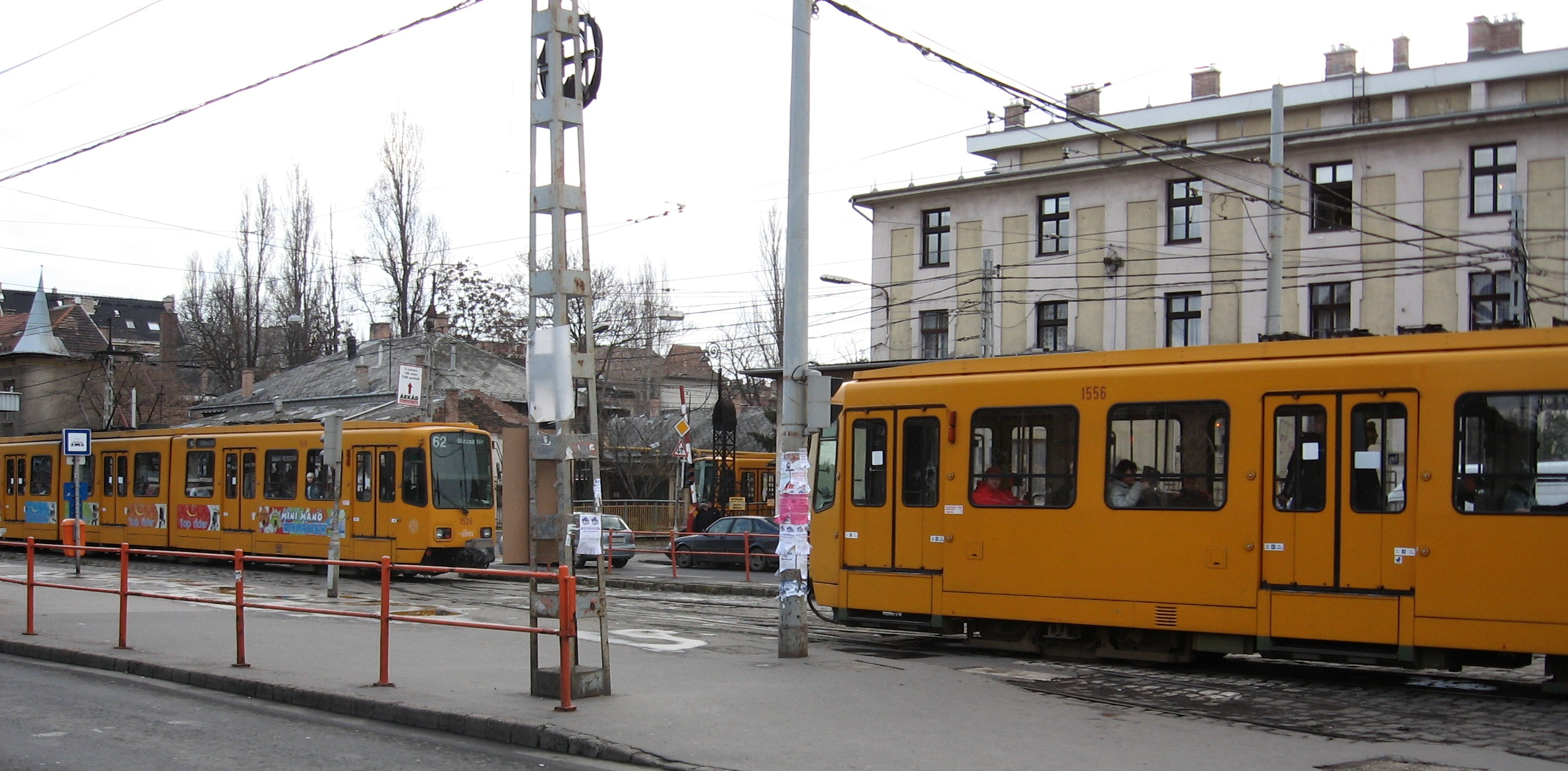
TW 6000-esek a zuglói kocsiszín előtt

A típust először 2001. július 13-án mutatták be a nyilvánosságnak az 50-es vonalon, majd 2001. október 3-án kezdtek közlekedni a 63-as és a 13-as összevonásából megnyílt 3-as villamosvonalon. Jelenleg a TW 6000-es villamosok teljes körűen a 24-es, a 37-es, az 51-es, az 51A, az 52-es, a 62-es, és a 62A, részlegesen pedig a 3-as villamosvonalon, a 28-as, a 28A, a 37A, a 42-es, az 50-es és a 69-es villamosok vonalán közlekednek. A 28B és 51-52 időszakos járatokon is járnak.

#### Egyéb lehetőségek
- A TW 6000-esek hálózati visszatáplálásra alkalmasak megfelelő vontatási hálózat esetén.
- A villamos motorkocsik csatolt üzemre is alkalmasak, de Budapesten csak „szóló”-ban közlekednek. (Szükségmenetben előfordulnak csatolt szerelvények, ezek azonban utasokat nem szállítanak, míg Hannoverben hármas csatolt szerelvények is közlekedtek.)
- A villamosok magas padlósak. Eredetileg magas peronos állomásokhoz lettek kialakítva, ezért nehézkesebb rájuk a felszállás a járdaszintről. A peronok kiépítése Budapesten nem várható, mert
  - ezek kiépítése költségesebb és több hely kell egy ilyen megállónak,
  - a peronokat más BKV-villamos nem képes kihasználni, valamint
  - a peronok mellett a TW 6000-esnél szélesebb járművek csak lassú menetben közlekedhetnének (pl. Tatra), illetve nem férnének el (pl. hóseprők).
- Többször felmerült, hogy a TW 6000-esek HÉV vonalakon közlekedhetnének. Ezzel a lehetőséggel 2024 őszén a BKV is elkezdett foglalkozni.[3] Ekkor a következő problémákat kellene megoldani:
  - A peronokat át kellene építeni, hogy ne legyenek mindkét oldalt 14 centiméteres távolságok.
  - Más feszültséget használ a HÉV, mint a villamos, ezért vagy a járműveken, vagy az áramellátáson kell módosítani.
  - A villamos sínfékrendszere bezavarhat a HÉV sínébe épített elektronikába.
  - Mivel a villamosok 40-50 évesek, HÉV-ként való használatukkal konzerválnának egy régi technikát.
  - Sok időbe és pénzbe telhet engedélyeztetni és elvégezni a módosításokat. Egy hannoveri villamos ciklusfelújítása átalakítás nélkül is 100-120 millió forint egyetlen szerelvény esetében.
  - A HÉV jelenleg nagyvasúti rendszer alapján üzemel, míg a villamosok egy másikkal, mivel csak városi közlekedést látnak el.

#### Pályaszámok
A villamosok érkezésekor felmerült az elképzelés, hogy a járművek eredeti pályaszámukon álljanak forgalomba, mivel a 6000-es pályaszámcsoportban a BKV-nál ekkor már csak néhány UV-pótkocsi volt nyilvántartva. Végül az új járművek a forgalomba helyezésük sorrendjében kaptak pályaszámokat az 1500-tól kezdve. (Az 1960-as évek óta 1000-es csoportba számozták a csuklós villamosokat, ez alól kivételt csak az 1000-es sorozat jelentett, melynek kocsijait az acélvázasítás után is ilyen pályaszámon használták egészen 1984-ig.)
| A budapesti TW 6000-es villamosok adatai | A budapesti TW 6000-es villamosok adatai | A budapesti TW 6000-es villamosok adatai | A budapesti TW 6000-es villamosok adatai |
| BKV pályaszám                            | Eredeti pályaszám                        | Építés éve                               | Megjegyzés |
| ---------------------------------------- | ---------------------------------------- | ---------------------------------------- | --- |
| 1500                                     | 6061                                     | 1976                                     | FUTÁR kijelzőket kapott. |
| 1501                                     | 6070                                     | 1976                                     | FUTÁR kijelzőket kapott. 2024. november 1-jén selejtezve. |
| 1502                                     | 6046                                     | 1976                                     | FUTÁR kijelzőket kapott. |
| 1503                                     | 6091                                     | 1977                                     | Leállítva, alkatrészbánya 2012-ig, azóta forgalomban. FUTÁR kijelzőket kapott.                                                                                  |
| 1504                                     | 6039                                     | 1975                                     | FUTÁR kijelzőket kapott. 2022. január 1-jén selejtezve. |
| 1505                                     | 6048                                     | 1976                                     | FUTÁR kijelzőket kapott. 2024. július 1-jén selejtezve. |
| 1506                                     | 6038                                     | 1975                                     | FUTÁR kijelzőket kapott. |
| 1507                                     | 6100                                     | 1977                                     | FUTÁR kijelzőket kapott. |
| 1508                                     | 6043                                     | 1976                                     | FUTÁR kijelzőket kapott. |
| 1509                                     | 6047                                     | 1976                                     | Korábban balesetes kocsi, „LHB” homlokfallal. 2019. július 1-jén selejtezve.                                                                                    |
| 1510                                     | 6089                                     | 1977                                     | Kijelzőket kapott; fixlépcsős kivitel légkondicionált utastérrel.                                                                                               |
| 1511                                     | 6092                                     | 1977                                     | Kijelzőket kapott. |
| 1512                                     | 6075                                     | 1976                                     | Korábban balesetes kocsi, „LHB” homlokfallal. FUTÁR kijelzőket kapott.                                                                                          |
| 1513                                     | 6090                                     | 1977                                     | FUTÁR kijelzőket kapott. |
| 1514                                     | 6079                                     | 1977                                     | Tanulókocsi volt, 2009-ben azonban forgalomba állt. FUTÁR kijelzőket kapott.                                                                                    |
| 1515                                     | 6080                                     | 1977                                     | Kijelzőket kapott. |
| 1516                                     | 6076                                     | 1977                                     | FUTÁR kijelzőket kapott. 2021 áprilisában selejtezve. |
| 1517                                     | 6093                                     | 1977                                     | FUTÁR kijelzőket kapott. |
| 1518                                     | 6094                                     | 1977                                     | FUTÁR kijelzőket kapott. |
| 1519                                     | 6095                                     | 1977                                     | FUTÁR kijelzőket kapott. |
| 1520                                     | 6066                                     | 1976                                     | Kijelzőket kapott. |
| 1521                                     | 6077                                     | 1977                                     | FUTÁR kijelzőket kapott. |
| 1522                                     | 6033                                     | 1975                                     | Kijelzőket kapott. 2022-ben selejtezve. |
| 1523                                     | 6072                                     | 1976                                     | FUTÁR kijelzőket kapott. 2022. január 1-jén selejtezve. |
| 1524                                     | 6018                                     | 1975                                     | FUTÁR kijelzőket kapott. |
| 1525                                     | 6084                                     | 1977                                     | FUTÁR kijelzőket kapott. 2019. július 1-jén selejtezve. |
| 1526                                     | 6014                                     | 1975                                     | FUTÁR kijelzőket kapott. 2024. november 1-jén selejtezve. |
| 1527                                     | 6073                                     | 1976                                     | FUTÁR kijelzőket kapott. 2022. június 20-án ütközött egy Mercedes Citaro busszal. 2023. szeptember 1-jén selejtezve.                                            |
| 1528                                     | 6074                                     | 1976                                     | FUTÁR kijelzőket kapott. |
| 1529                                     | 6086                                     | 1977                                     | FUTÁR kijelzőket kapott. Balesetes, 2019. december 31-én selejtezve.                                                                                            |
| 1530                                     | 6088                                     | 1977                                     | FUTÁR kijelzőket kapott. 2019. július 1-jén selejtezve. |
| 1531                                     | 6096                                     | 1977                                     | FUTÁR kijelzőket kapott. 2022. augusztus 31-én selejtezve. |
| 1532                                     | 6032                                     | 1975                                     | FUTÁR kijelzőket kapott. |
| 1533                                     | 6059                                     | 1976                                     | 2002. december 4-én ütközött egy Ikarus 435-ös busszal. 2004-re kijavították. FUTÁR kijelzőket kapott.                                                          |
| 1534                                     | 6069                                     | 1976                                     | Kijelzőket kapott. 2023. december 31-én selejtezve. |
| 1535                                     | 6071                                     | 1976                                     | Kijelzőket kapott. 2022. augusztus 31-én selejtezve. |
| 1536                                     | 6050                                     | 1976                                     | FUTÁR kijelzőket kapott. 2024. november 1-jén selejtezve. |
| 1537                                     | 6052                                     | 1976                                     | FUTÁR kijelzőket kapott. 2022. augusztus 31-én selejtezve. |
| 1538                                     | 6019                                     | 1975                                     | FUTÁR kijelzőket kapott. 2022. augusztus 31-én selejtezve. |
| 1539                                     | 6051                                     | 1976                                     | FUTÁR kijelzőket kapott. Az 1584-gyel ütközött. 2019. július 1-jén selejtezve.                                                                                  |
| 1540                                     | 6026                                     | 1975                                     | FUTÁR kijelzőket kapott. 2024. július 1-jén selejtezve. |
| 1541                                     | 6040                                     | 1975                                     | FUTÁR kijelzőket kapott. 2022. január 1-jén selejtezve |
| 1542                                     | 6012                                     | 1975                                     | FUTÁR kijelzőket kapott. |
| 1543                                     | 6041                                     | 1975                                     | FUTÁR kijelzőket kapott. 2024. július 1-jén selejtezve. |
| 1544                                     | 6036                                     | 1975                                     | Kijelzőket kapott. |
| 1545                                     | 6063                                     | 1976                                     | Kijelzőket kapott. |
| 1546                                     | 6009                                     | 1975                                     | FUTÁR kijelzőket kapott. 2024. november 1-jén selejtezve. |
| 1547                                     | 6062                                     | 1976                                     | Korábban balesetes kocsi, „LHB” homlokfallal. FUTÁR kijelzőket kapott.                                                                                          |
| 1548                                     | 6034                                     | 1975                                     | FUTÁR kijelzőket kapott. 2024. július 1-jén selejtezve. |
| 1549                                     | 6042                                     | 1976                                     | FUTÁR kijelzőket kapott. |
| 1550                                     | 6003                                     | 1975                                     | Kijelzőket kapott. 2023. december 31-én selejtezve. |
| 1551                                     | 6015                                     | 1975                                     | Kijelzőket kapott, Olimpia idején szurkolói villamos volt; fixlépcsős kivitel                                                                                   |
| 1552                                     | 6006                                     | 1975                                     | FUTÁR kijelzőket kapott. |
| 1553                                     | 6056                                     | 1976                                     | Kijelzőket kapott. |
| 1554                                     | 6054                                     | 1976                                     | Kijelzőket kapott. |
| 1555                                     | 6065                                     | 1976                                     | FUTÁR kijelzőket kapott. |
| 1556                                     | 6049                                     | 1976                                     | Kijelzőket kapott. |
| 1557                                     | 6085                                     | 1977                                     | FUTÁR kijelzőket kapott. |
| 1558                                     | 6029                                     | 1975                                     | FUTÁR kijelzőket kapott. |
| 1559                                     | 6067                                     | 1976                                     | FUTÁR kijelzőket kapott. |
| 1560                                     | 6020                                     | 1975                                     | FUTÁR kijelzőket kapott. |
| 1561                                     | 6068                                     | 1976                                     | FUTÁR kijelzőket kapott. |
| 1562                                     | 6078                                     | 1977                                     | FUTÁR kijelzőket kapott. |
| 1563                                     | 6081                                     | 1977                                     | FUTÁR kijelzőket kapott. |
| 1564                                     | 6082                                     | 1977                                     | FUTÁR kijelzőket kapott. |
| 1565                                     | 6097                                     | 1977                                     | 2019. július 1-jén selejtezve. |
| 1566                                     | 6030                                     | 1975                                     | FUTÁR kijelzőket kapott. |
| 1567                                     | 6087                                     | 1977                                     | FUTÁR kijelzőket kapott. |
| 1568                                     | 6004                                     | 1975                                     | FUTÁR kijelzőket kapott. 2024. július 1-jén selejtezve. |
| 1569                                     | 6002                                     | 1975                                     | FUTÁR kijelzőket kapott. |
| 1570                                     | 6007                                     | 1975                                     | FUTÁR kijelzőket kapott. |
| 1571                                     | 6010                                     | 1975                                     | FUTÁR kijelzőket kapott. |
| 1572                                     | 6011                                     | 1975                                     | FUTÁR kijelzőket kapott. |
| 1573                                     | 6024                                     | 1975                                     | FUTÁR kijelzőket kapott. Selejtezve |
| 1574                                     | 6028                                     | 1975                                     | FUTÁR kijelzőket kapott. Balesetes, 2019. december 31-én selejtezve.                                                                                            |
| 1575                                     | 6031                                     | 1975                                     | FUTÁR kijelzőket kapott. |
| 1576                                     | 6037                                     | 1975                                     | Volt hágai jármű, kijelzőket kapott. |
| 1577                                     | 6053                                     | 1975                                     | Volt hágai jármű, kijelzőket kapott. |
| 1578                                     | 6057                                     | 1975                                     | Volt hágai jármű, kijelzőket kapott. |
| 1579                                     | 6058                                     | 1975                                     | Volt hágai jármű, kijelzőket kapott. |
| 1580                                     | 6064                                     | 1975                                     | Volt hágai jármű, kijelzőket kapott. |
| 1581                                     | 6098                                     | 1975                                     | Volt hágai jármű, kijelzőket kapott. |
| 1582                                     | 6099                                     | 1975                                     | Volt hágai jármű, kijelzőket kapott. |
| 1583                                     | 6008                                     | 1975                                     | Kijelzőket kapott. |
| 1584                                     | 6017                                     | 1975                                     | Kijelzőket kapott. |
| 1585                                     | 6021                                     | 1975                                     | Volt houteni jármű, kijelzőket kapott. |
| 1586                                     | 6025                                     | 1975                                     | Kijelzőket kapott. |
| 1587                                     | 6027                                     | 1975                                     | Kijelzőket kapott. |
| 1588                                     | 6035                                     | 1975                                     | Kijelzőket kapott. Balesetes, 2019. december 31-én selejtezve.                                                                                                  |
| 1589                                     | 6044                                     | 1975                                     | Kijelzőket kapott. |
| 1590                                     | 6045                                     | 1975                                     | Kijelzőket kapott. |
| 1591                                     | 6055                                     | 1975                                     | Kijelzőket kapott. |
| 1592                                     | 6023                                     | 1975                                     | Eredetileg VJSZ vásárolta alkatrésznek, a BKV állományába került forgalmi kocsiként. FUTÁR kijelzőket kapott. 2024 augusztusától tanulókocsi 7692 pályaszámmal. |
| 1600                                     | 6133                                     | 1979                                     | FUTÁR kijelzőket kapott. |
| 1601                                     | 6150                                     | 1980                                     | FUTÁR kijelzőket kapott; fixlépcsős kivitel |
| 1602                                     | 6168                                     | 1980                                     | FUTÁR kijelzőket kapott. |
| 1603                                     | 6171                                     | 1980                                     | FUTÁR kijelzőket kapott. |
| 1604                                     | 6134                                     | 1979                                     | FUTÁR kijelzőket kapott; fixlépcsős kivitel |
| 1605                                     | 6103                                     | 1979                                     | FUTÁR kijelzőket kapott. |
| 1606                                     | 6153                                     | 1980                                     | FUTÁR kijelzőket kapott; fixlépcsős kivitel |
| 1607                                     | 6151                                     | 1980                                     | FUTÁR kijelzőket kapott; fixlépcsős kivitel |
| 1608                                     | 6111                                     | 1979                                     | FUTÁR kijelzőket kapott. |
| 1609                                     | 6154                                     | 1980                                     | FUTÁR kijelzőket kapott. |
| 1610                                     | 6105                                     | 1980                                     | FUTÁR kijelzőket kapott. |
| 1611                                     | 6109                                     | 1980                                     | FUTÁR kijelzőket kapott. |
| 1612                                     | 6114                                     | 1980                                     | FUTÁR kijelzőket kapott. |
| 1613                                     | 6115                                     | 1980                                     | FUTÁR kijelzőket kapott. |
| 1614                                     | 6122                                     | 1980                                     | FUTÁR kijelzőket kapott. |
| 1615                                     | 6124                                     | 1980                                     | FUTÁR kijelzőket kapott. |
| 1616                                     | 6132                                     | 1981                                     | FUTÁR kijelzőket kapott. |
| 1617                                     | 6172                                     | 1982                                     | FUTÁR kijelzőket kapott. |
| 1618                                     | 6176                                     | 1982                                     | FUTÁR kijelzőket kapott. |
| 1619                                     | 6191                                     | 1985                                     | FUTÁR kijelzőket kapott. |
| 1620                                     | 6125                                     | 1981                                     | FUTÁR kijelzőket kapott. |
| 1621                                     | 6159                                     | 1981                                     | FUTÁR kijelzőket kapott. |
| 1622                                     | 6161                                     | 1981                                     | FUTÁR kijelzőket kapott. |
| 1623                                     | 6188                                     | 1983                                     | FUTÁR kijelzőket kapott. |
| 1624                                     | 6185                                     | 1982                                     | FUTÁR kijelzőket kapott; fixlépcsős kivitel légkondicionált utastérrel.                                                                                         |

#### TW 6100
A Nemzeti Közlekedési Hatóság a 2010-ben érkezett villamosok típusát TW6100-asnak állapítja meg, mely nem egyezik az eredeti típus nevével.

### Hollandiában
A használt „hannoveri” villamosokból 2000-ben a HTM (Hágai közlekedési vállalat) is vásárolt nyolc, a houteni két darabot. Az első kocsi novemberben érkezett meg Hágába, de 2010-re (a 6016-os pályaszámú jármű kivételével, amelyet leselejteztek) az összes Hollandiába került járművet  megvásárolta a BKV.

## Galéria

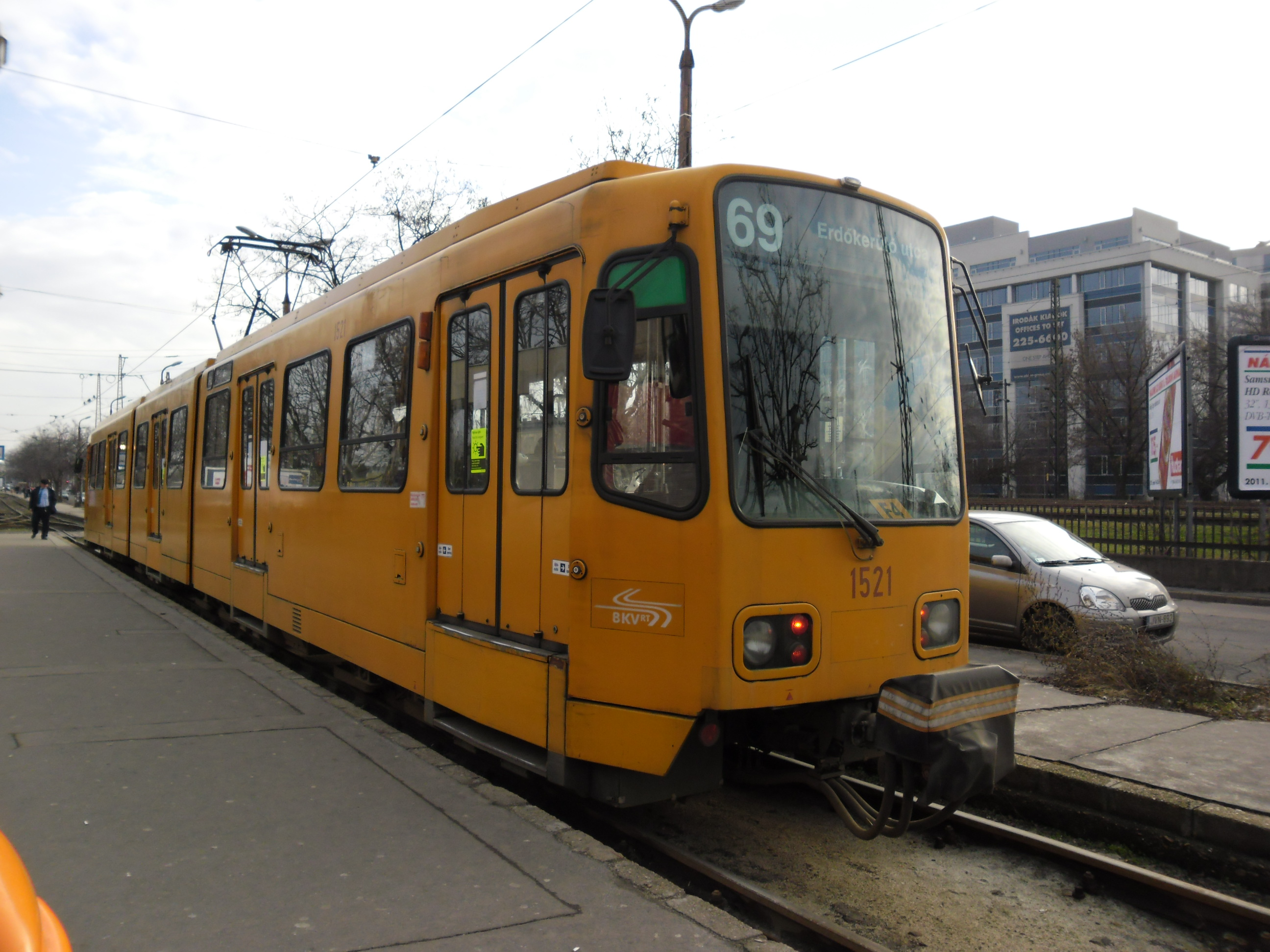
Az 1521-es pályaszámú TW 6000-es a budapesti 69-es villamos Mexikói úti végállomásán
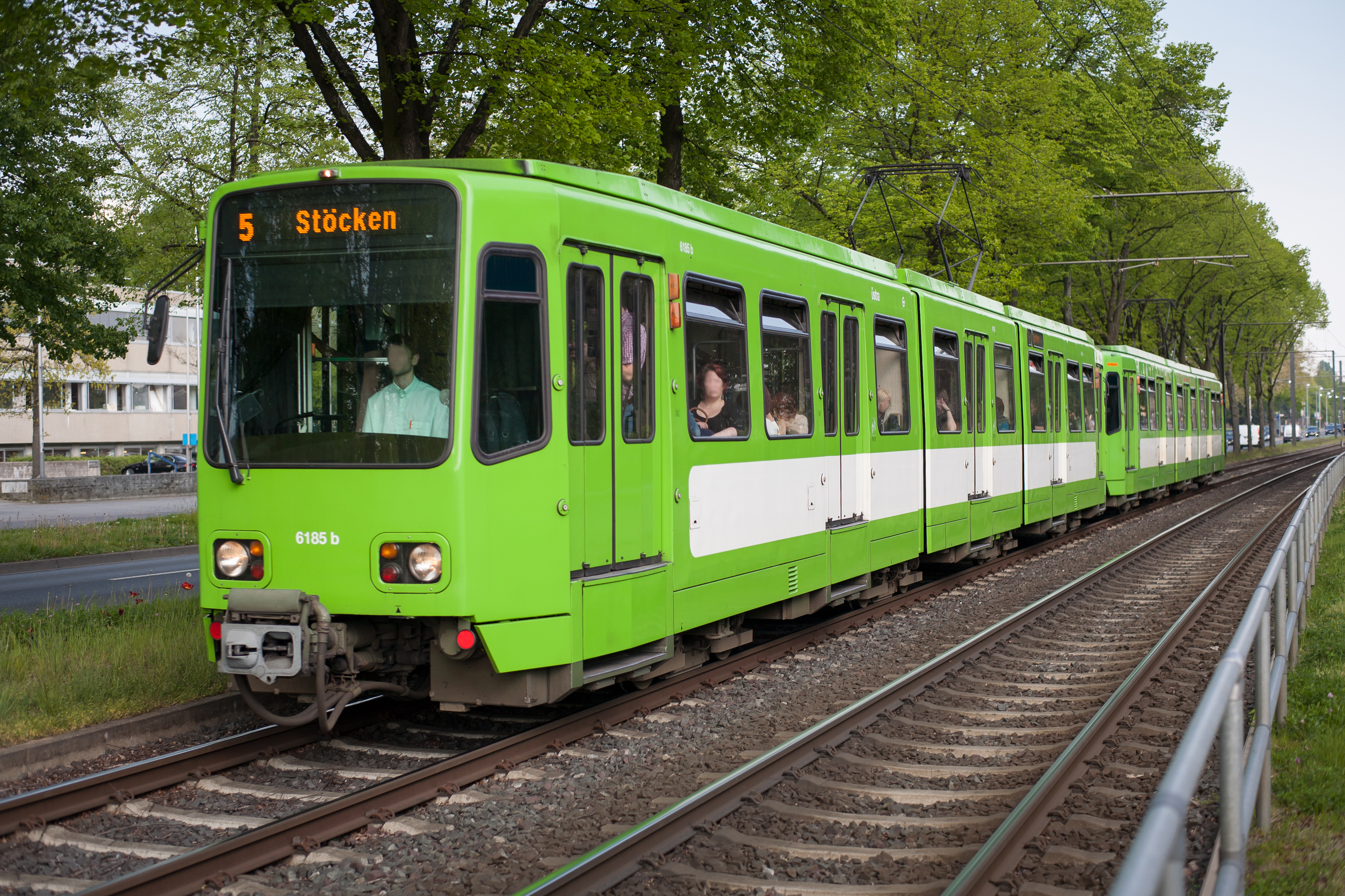
Hannoverben Schaumburgstraße megálló közelében
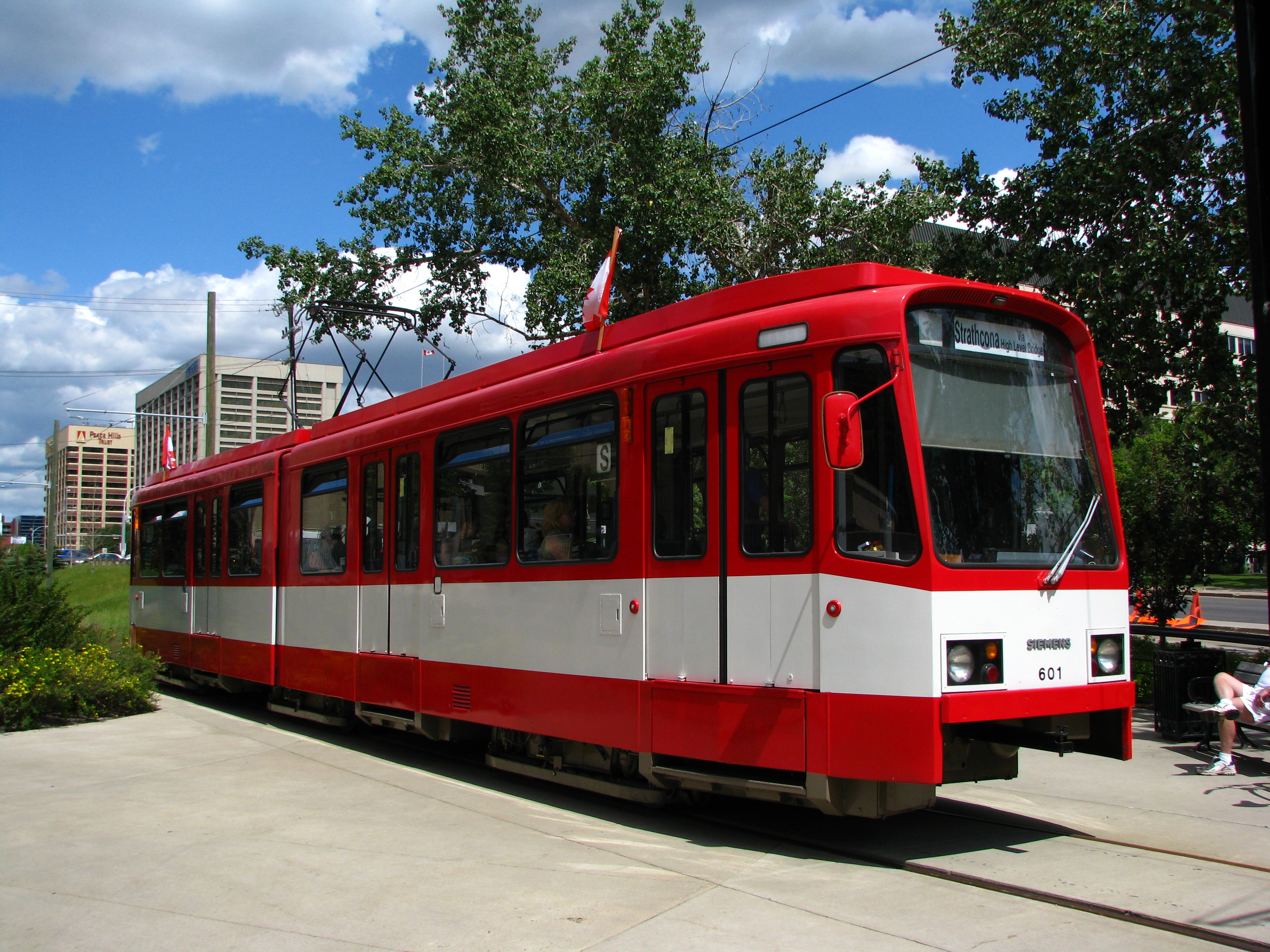
Az egyik prototípus jármű az edmontoni múzeumban. A másik prototípust elbontották
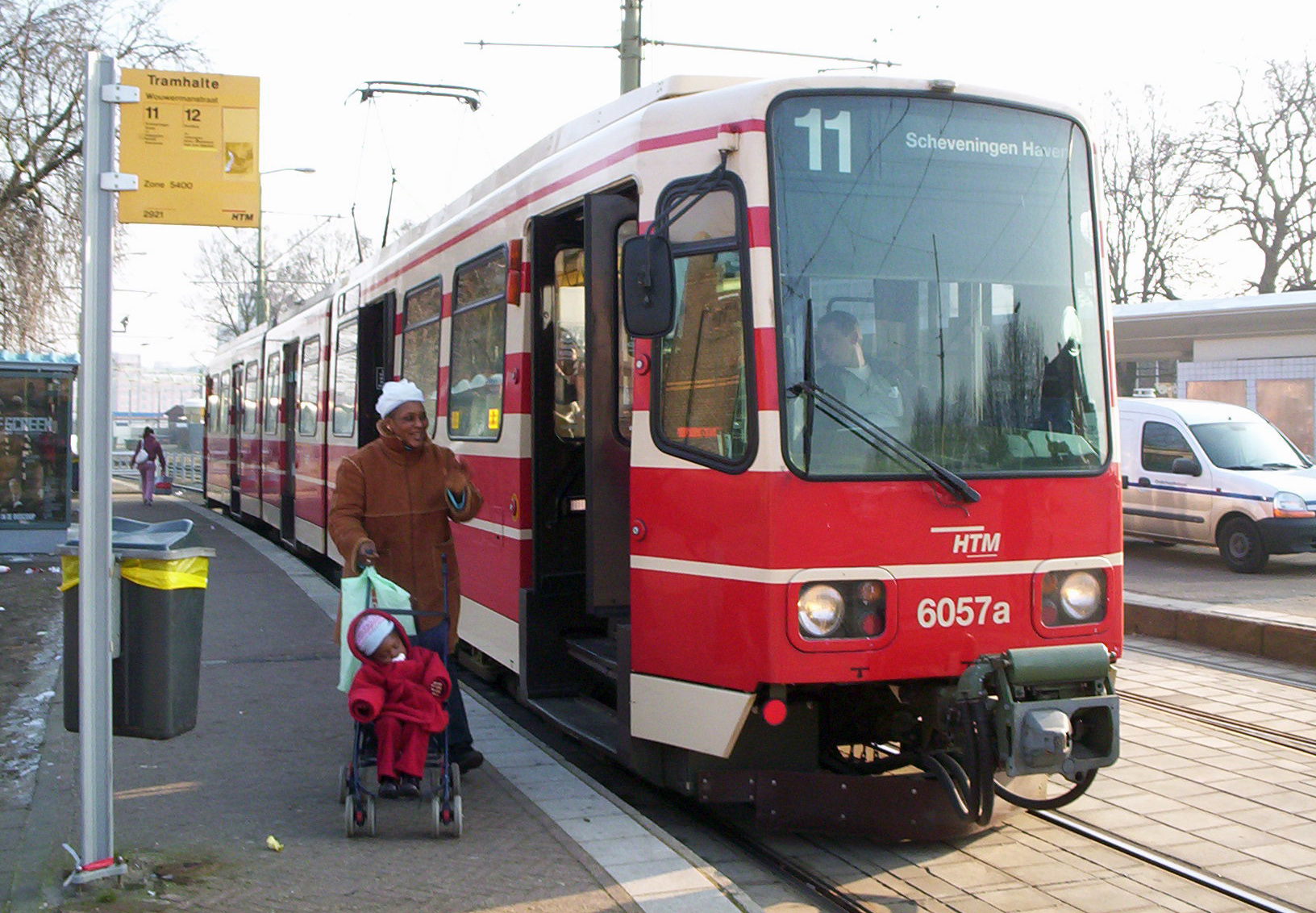
Hágában
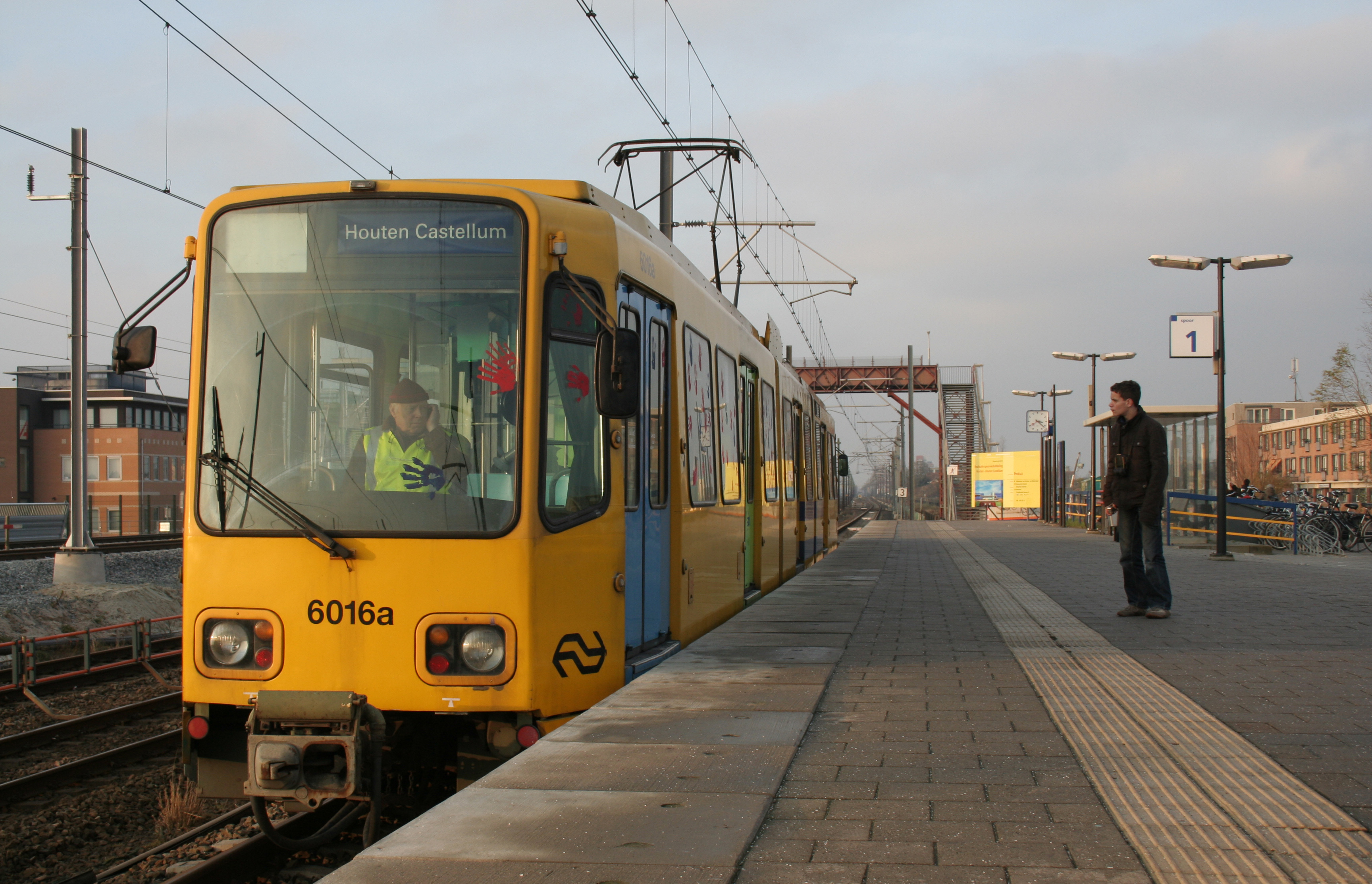
A holland Houten városában
Jellegrajz